# Skateboarden op de Olympische Zomerspelen
Skateboarden is een van de sporten die op de Olympische Zomerspelen worden beoefend.
Skateboarden maakte haar debuut op de Olympische Zomerspelen 2020 in Tokio.
Op de Olympische Zomerspelen 2024 in Parijs staat het skateboarden ook op het olympische programma.

## Onderdelen
| Onderdeel      | 96-16 | 20 | 24 | Totaal |
| -------------- | ----- | -- | -- | ------ |
| Park mannen    |       | •  | •  | 2      |
| Street mannen  |       | •  | •  | 2      |
| Park vrouwen   |       | •  | •  | 2      |
| Street vrouwen |       | •  | •  | 2      |
| Totaal         | 0     | 4  | 4  | 8      |

## Medaillespiegel
N.B. Medaillespiegel is bijgewerkt tot en met 2024
| Plaats | Land             | NOC    | Goud | Zilver | Brons | Totaal |
| ------ | ---------------- | ------ | ---- | ------ | ----- | ------ |
| 1      | Japan            | JPN    | 5    | 3      | 1     | 9      |
| 2      | Australië        | AUS    | 3    | 0      | 0     | 3      |
| 3      | Brazilië         | BRA    | 0    | 3      | 2     | 5      |
| 4      | Verenigde Staten | USA    | 0    | 2      | 2     | 2      |
| 5      | Groot-Brittannië | GBR    | 0    | 0      | 2     | 2      |
| Totaal | Totaal           | Totaal | 8    | 8      | 8     | 24     |

Tokio 2020  · 
Parijs 2024  · 
Los Angeles 2028
Medaillewinnaars 
Olympische Zomerspelen
Olympische Winterspelen
Gerelateerd
Olympische Jeugdspelen · Paralympische Spelen · Deaflympische Spelen · Special Olympic World Games
IOC · COA · BOIC · NOC*NSF · NAOC · SOC